# Eutiche (incisore)
Eutiche (in greco antico: Εὐτύχης?, Eutyches) (Ege, ... – ...; fl. I secolo) è stato un incisore greco antico, specializzato nella incisione di gemme.

## Biografia
Eutiche fu un incisore di gemme greco del I secolo d.C., figlio e allievo dello scultore e incisore Dioscuride e fratello di Erofilo, e visse in epoca di poco posteriore a quella di Augusto.
Il suo nome si legge su di un cristallo di rocca del Museo di Berlino, noto fin dal 1400, che raffigura il busto di Atena, presentato di fronte, con l'egida sul peplo e l'elmo alzato sulla fronte.
Il lavoro è eseguito con grande cura ed esprime i caratteri stilistici del neoclassicismo augusteo.
Si ritiene che la figura di Atena derivi da un modello statuario, come l'Arena Giustiniani o quella di Velletri.
A questa gemma accadde la stessa disgrazia che a quella di Dioscuride, essendosi rotta in tre pezzi, mentre se ne eseguiva la legatura in oro.
Altre gemme che portano la firma di Eutiche sono considerate false dagli storici e dai critici d'arte.
Nel corso dei secoli tra i proprietari della gemma si possono menzionare Ciriaco e Giovanni Delfin, comandante la squadra navale dei Veneziani in Alessandria; successivamente fu conservata dapprima in casa Salviati, poi nella Collezione dei Colonna, più tardi presso il principe Avella di Napoli per arrivare al conte Francesco Schellersheim.

## Opere
- Cristallo di rocca del Museo di Berlino[quale?] che raffigura il busto di Atena.